# José Luis Gallego
José Luis Gallego García (Barcelona, 1964) es un naturalista, periodista ambiental y escritor español colaborador habitual en prensa escrita, radio y televisión en temas de naturaleza y medio ambiente. Con más de 30 libros publicados, ha escrito centenares de artículos, reportajes y columnas de opinión para los principales diarios del país, como La Vanguardia, El Periódico, Eldiario.es o El País y revistas como National Geographic, GEO o Muy Interesante entre muchas otras. 
Actualmente es el responsable del área de medio ambiente y sostenibilidad  del diario El Confidencial.

## Trayectoria
Con más de treinta años de trayectoria en la radio, colabora desde sus inicios (2007) en el programa Julia en la Onda que dirige y presenta Julia Otero en los fines de semana de Onda Cero y es autor del podcast de radio El cuaderno de campo de Jose Luis Gallego disponible en iVoox y Spotify.
Director, guionista y presentador de documentales y series de televisión como Terra Verda y Naturalmente, ambas para Televisión Española, o Riu Avall para TV3, ha sido colaborador de algunos de los programas de mayor éxito de la televisión catalana. Actualmente colabora como experto en medio ambiente en La Sexta 
Ponente en cursos universitarios y seminarios de educación ambiental y experto conferenciante sobre medio ambiente y economía circular, trabaja como asesor en sostenibilidad de empresas e instituciones y ha recibido numerosos reconocimientos por su labor a favor del planeta.
José Luis Gallego es Ingeniero de Montes de Honor  por la Universidad Politécnica de Madrid y Premio Fundación BBVA a la Conservación de la Naturaleza 

## Obra publicada
- El hogar ecológico (1996). Plaza & Janés / Círculo de Lectores. (Traducido al portugués por Circulo de Leitores)
- Parajes insólitos de Catalunya (1997). Sua Edizioak. (También editado en catalán)
- Mama, quiero ser ecologista (1998). Plaza & Janés.
- Finlandia: el país de los lagos (1999). Ecos Travel Books.
- Estimar la natura (2000). Generalidad de Cataluña.
- Ecología doméstica (2000). Acento Editorial / Grupo SM.
- Descubrir los campos y pueblos (2001). RBA LIBROS. Colección INTEGRAL.
- Descubrir los bosques (2001). RBA LIBROS. Colección INTEGRAL.
- Reponer La Tierra: Un repaso a las relaciones del ser humano con el planeta (2002). Ediciones De Bolsillo (Random House Mondadori).
- Ecologia per a tothom (2003). Columna Edicions.
- Cuentos de animales para aprender y soñar (2004). Viena Edicions. (También en catalán) Reeditado en 2014 por Tundra.
- Pingüins a l'Empordà (2005). Rosa dels Vents (Random House Mondadori).
- Encara hi som a temps (2006). Columna Edicions.
- Cuentos para cambiar el mundo (2007). Viena Edicions. (También editado en catalán)
- L'aigua amagada (2008) Ajuntament de Barcelona
- Mi primera guía sobre el cambio climático (2009). La Galera. (También editado en catalán)
- I això on va? Guía pràctica del reciclatge (2010). Televisió de Catalunya / Viena Edicions.
- Ecología para NO ecologistas (2011). Editorial Ariel.
- Apaga la luz. El libro del cambio climático (2012). Editorial Davinci.
- Mi primera guía de aves (2013). Editorial La Galera (También editado en catalán).
- Vivir mejor en un planeta mejor (2014). Editorial Luciérnaga/ Grupo Planeta. (También editado en catalán por Pòrtic/ Grup 62).
- Anem a buscar bolets (2015). Editorial La Galera.
- Disfrutar en la naturaleza (2018). Alianza Editorial. (También en eBook).
- Plastic detox (2019). Editorial Planeta. (También en audiolibro) (También en eBook) (También en versión Kindle) (Traducido al italiano por Corbaccio) (Traducido al coreano por Urikyoyuk)
- Circulando hacia una nueva economía (2020). Editorial Profit.
- Un país a 50 °C (2020). ED Libros.
- Te necesitamos (2021). Editorial La Galera. (También editado en catalán)
- Naturalistas en zapatillas (2022). Editorial Planeta.